# Stichting Kunstenaarsverzet 1942-1945

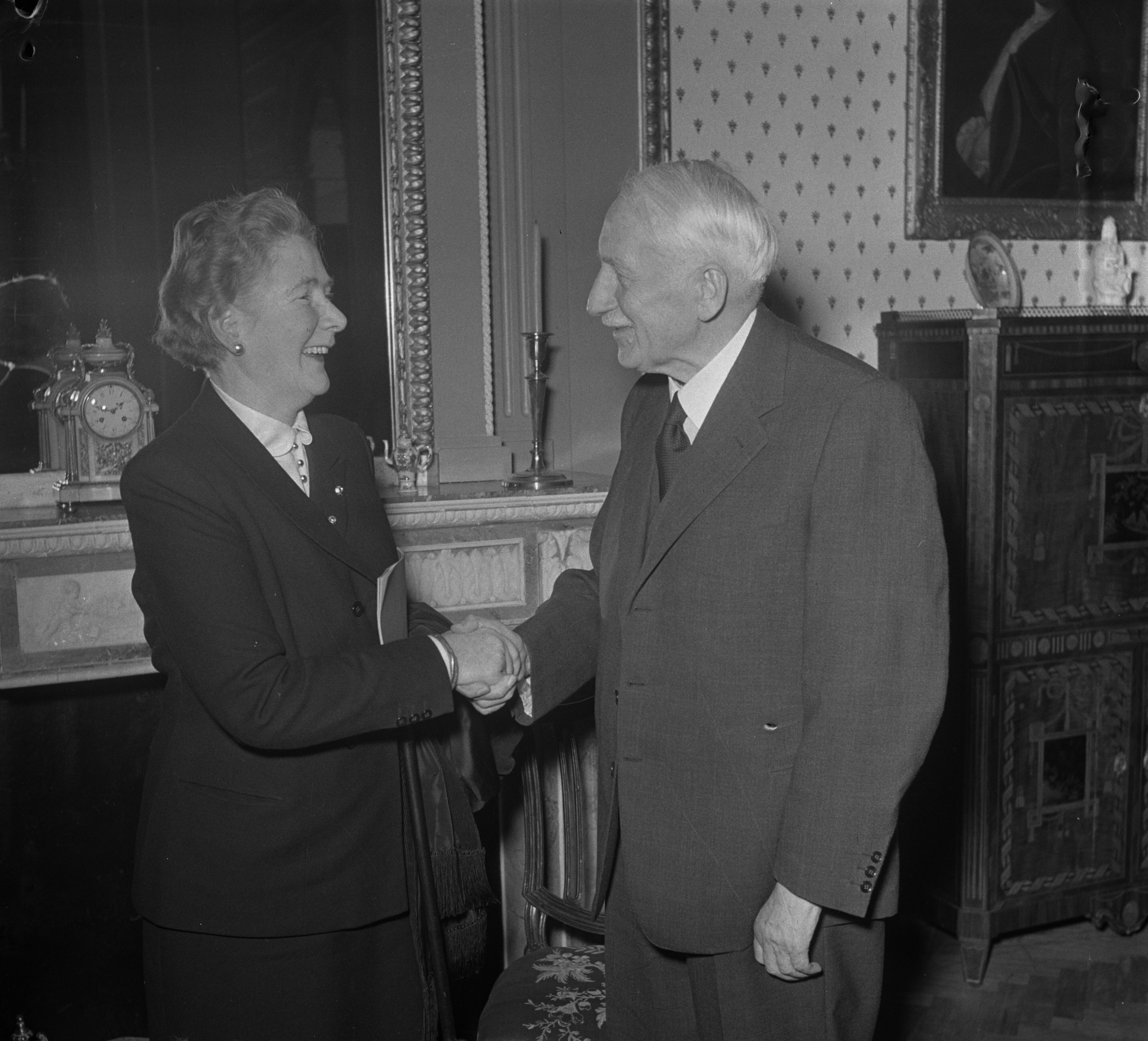
Prijsuitreiking 1952 aan Charley Toorop en Maurits Uyldert

De Stichting Kunstenaarsverzet 1942-1945 is een Nederlandse stichting die aanvankelijk als doel het uitloven van twee prijzen had: een voor de letterkunde en een voor de beeldende kunst. Ze wilde daarmee de oprichter van het kunstenaarsverzet, beeldhouwer Gerrit van der Veen, en daarnaast de andere in de concentratiekampen omgekomen of gefusilleerde kunstenaars en wetenschappers die tot de verzetsgroep behoorden eren.
De Stichting Kunstenaarsverzet 1942-1945 is op 18 januari 1946 opgericht door Jaap Bot, Leo Braat, L.J.A. van Dijk, Henriëtte van Eyk, Suzy van Hall, R.F. van Heusden en Koos Schregardus. In de oprichtingsakte van de stichting worden onder andere de volgende namen van gevallen kunstenaars en wetenschappers genoemd: Willem Arondeus, Walter Brandligt, Johan Brouwer en Johan Limpers.
Voorzitter van de stichting is prof.dr. Etty Mulder.
In 1990 heeft het Nijmeegs Universiteits Fonds op verzoek van de Stichting Kunstenaarsverzet aan de Radboud Universiteit Nijmegen een bijzondere leerstoel transgenerationele oorlogsgevolgen ingesteld. Het onderwijs en onderzoek in het kader van deze leerstoel was gericht op alle categorieën kinderen van de oorlog en tweedegeneratieslachtoffers, inclusief de kinderen wier ouders tijdens de Tweede Wereldoorlog 'fout' waren. De eerste bijzonder hoogleraar was David de Levita.

## Monument

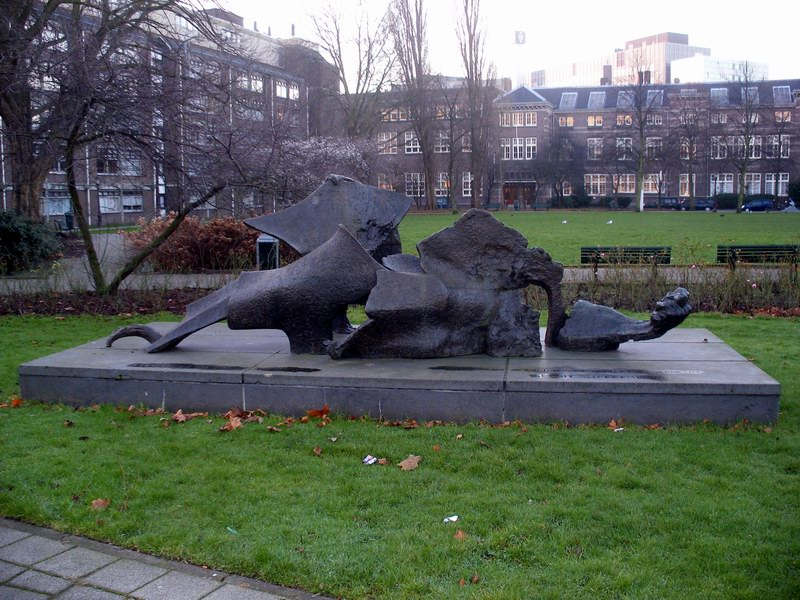
Gerrit van der Veen - Monument voor het kunstenaarsverzet door Carel Kneulman (gedraaid brons, 1973)

In opdracht van de Stichting Kunstenaarsverzet 1942-1945 maakte Carel Kneulman een monument ter nagedachtenis aan het kunstenaarsverzet. Het monument uit 1973, dat de naam Monument voor het kunstenaarsverzet meekreeg, staat aan de Plantage Middenlaan in Amsterdam.

## Prijs van de Stichting Kunstenaarsverzet

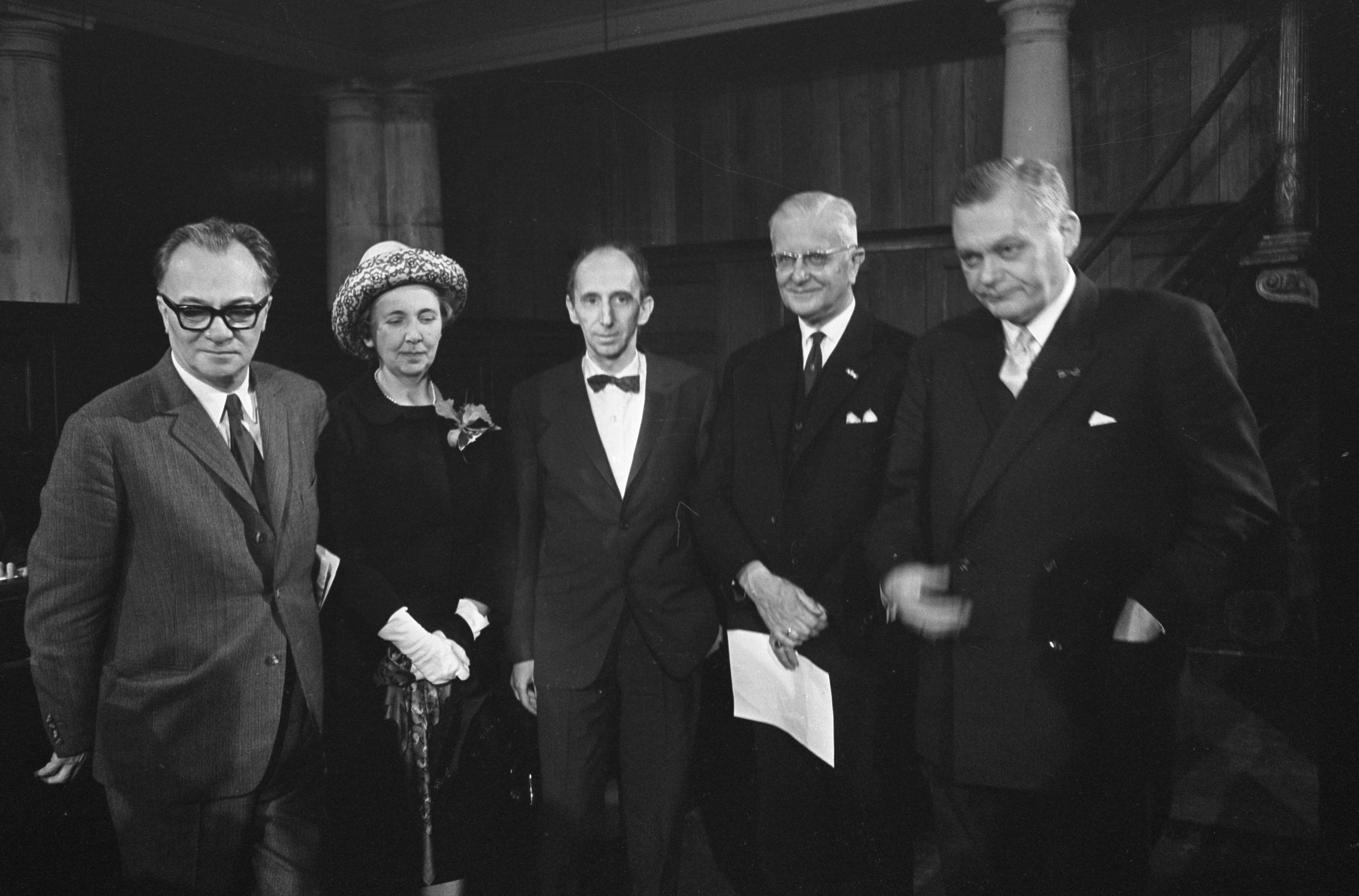
Prijsuitreiking 1964. V.l.n.r. Pieter 't Hoen, Anne Berendsen, Leo Vroman, R.P. Cleveringa en Jan Smallenbroek

Tussen 1949 en 1964 kende de Stichting Kunstenaarsverzet 1942-1945 de Prijs van de Stichting Kunstenaarsverzet voor de literatuur, beeldende kunst en muziek toe aan:
- 1949 - Aad de Haas en Maurits Dekker
- 1950 - Titus Leeser en N.A. Donkersloot
- 1951 - W.J.H.B. Sandberg en Victor E. van Vriesland
- 1952 - Charley Toorop en Maurits Uyldert
- 1953 - Ap Sok en Rein Blijstra
- 1954 - Gerrit Benner en Henriëtte van Eyk
- 1955 - Mari Andriessen en Gerard Diels
- 1956 - V.P.F. Esser en Han G. Hoekstra
- 1957 - H.M. van der Spoel en W.F. Hermans
- 1958 - Wim Oepts, Maurits Mok en Hendrik Andriessen
- 1959 - Hildo Krop en Belcampo
- 1960 - V.H. Elenbaas en Alfred Kossmann
- 1961 - Hella S. Haasse en Melle (geweigerd nadat hij vernomen had dat een van de juryleden lid van de Kultuurkamer was geweest).
- 1962 - Sonja Landweer en Frank Letterie
- 1963 - Hans Henkemans
- 1964 - Anne Berendsen en Leo Vroman

## Verzetsprijs van de Stichting Kunstenaarsverzet
Van 1987, bij de herdenking van veertig jaar bevrijding, tot 1997 kende de stichting opnieuw een prijs toe. Ditmaal betrof het de Verzetsprijs van de Stichting Kunstenaarsverzet:
- 1987 - Theun de Vries[4]
- 1989 - Jan Kassies[5]
- 1991 - Constant Nieuwenhuijs en Andreas Burnier
- 1993 - Claude Lanzmann[6]
- 1995 - Ed van Thijn (Vijftig Jaar Bevrijding)
- 1997 - Dubravka Ugrešić

## Erepenning van de Stichting Kunstenaarsverzet
Een bronzen legpenning, in 1956 ontworpen door Paul Grégoire werd uitgereikt aan:
- 1964 - Albert van Dalsum, Jan Kassies, dr. L. de Jong en Joh. G. Wertheim
- 1965 - prof. mr. R.P. Cleveringa, Pieter 't Hoen en J. Smallenbroek
- 1987 - dr. Theun de Vries, Jan Blokker, Greet Sickinghe-ten Holte en Louise van der Veen-van der Chijs
- 1989 - Dunya Breur, Aat Breur-Hibma en Tineke Wibaut-Guilonard